# Skæbnebilledet
|  | Denne artikel er oprettet af botten PalnaBot ud fra en ekstern database. Den kan derfor have sproglige fejl eller mangler. Denne skabelon kan fjernes efter kontrol af indholdet. |

Skæbnebilledet er en film instrueret af Janne Giese.

## Handling
En italiensk galleriejer køber et oliemaleri af en gadesælger i Firenze for under 30 kroner. Han finder ud af, at billedet kan være malet af Diego Velázquez. Kunsteksperter undersøger det, men jo mere eksperterne modbeviser Velázquez-teorien, desto mere overbevist er galleriejeren om, at billedet er et ægte Velázquez.